# Bob Kennedy (atleta)
Robert Owen Kennedy Jr, detto Bob (Bloomington, 18 agosto 1970), è un ex mezzofondista statunitense.
In carriera è stato primatista statunitense di 3000 m piani, 2 miglia e 5000 m piani. È stato inoltre il primo non africano di sempre a correre i 5000 metri piani in meno di 13 minuti netti, impresa riuscita finora a soli sei altri atleti dopo di lui.
Ha partecipato a tre edizioni dei Giochi olimpici:
- Barcellona 1992: 12º nei 5.000 m
- Atlanta 1996: 12º nei 5.000 m
- Sydney 2000: 6º nei 5.000 m

Si era qualificato anche per Atene 2004, ma dovette rinunciare dopo un incidente automobilistico.

## Campionati nazionali
1993
- Argento ai campionati statunitensi indoor, 3000 m piani - 7'49"39

1994
- 4º ai campionati statunitensi, 1500 m piani - 3'38"74

1995
- Oro ai campionati statunitensi, 5000 m piani - 13'19"99
- Oro ai campionati statunitensi indoor, 3000 m piani - 7'48"39

1996
- Oro ai campionati statunitensi, 5000 m piani - 13'46"17
- Oro ai campionati statunitensi indoor, 3000 m piani - 7'47"41

1997
- Oro ai campionati statunitensi, 5000 m piani - 13'30"86

1998
- 10º ai campionati statunitensi, 1500 m piani - 3'40"86

2000
- 6º ai campionati statunitensi, 5000 m piani - 13'42"13

2003
- 6º ai campionati statunitensi, 5000 m piani - 13'43"15

## Altre competizioni internazionali
1991
- 7º ai Bislett Games ( Oslo), 5000 m piani - 13'22"17

1993
- 4º ai Bislett Games ( Oslo), 5000 m piani - 13'14"91
- 7º al Memorial Van Damme ( Bruxelles), 5000 m piani - 13'28"12

1994
- Argento ai Bislett Games ( Oslo), 5000 m piani - 13'02"93
- Oro al Prefontaine Classic ( Eugene), miglio - 3'56"21

1995
- 5º ai Bislett Games ( Oslo), 5000 m piani - 13'09"64
- 6º all'Athletissima ( Losanna), 5000 m piani - 13'17"54
- Oro al Prefontaine Classic ( Eugene), 2 miglia - 8'14"53
- 4º all'Herculis ( Monaco), 3000 m piani - 7'36"15
- 6º al Memorial Van Damme ( Bruxelles), 3000 m piani - 7'40"28

1996
- Bronzo al Prefontaine Classic ( Eugene), 5000 m piani - 13'12"14
- 8º all'Herculis ( Monaco), 3000 m piani - 7'33"96
- Bronzo al Memorial Van Damme ( Bruxelles), 3000 m piani - 7'31"69

1997
- Argento ai Bislett Games ( Oslo), 3000 m piani - 7'31"77
- Oro al Prefontaine Classic ( Eugene), 3000 m piani - 7'39"22
- 4º all'Herculis ( Monaco), 3000 m piani - 7'33"07
- 4º al Memorial Van Damme ( Bruxelles), 3000 m piani - 7'36"28

1998
- 7º al Golden Gala ( Roma), 5000 m piani - 13'05"18
- 4º al Prefontaine Classic ( Eugene), 5000 m piani - 13'21"38
- 8º all'Herculis ( Monaco), 3000 m piani - 7'30"84
- 5º all'Athletissima ( Losanna), 3000 m piani - 7'47"37
- 13º ai Bislett Games ( Oslo), 3000 m piani - 7'38"07

1999
- 9º al Golden Gala ( Roma), 5000 m piani - 13'08"43
- Bronzo al Prefontaine Classic ( Eugene), 5000 m piani - 13'18"83
- 7º all'Herculis ( Monaco), 3000 m piani - 7'32"55
- 7º al Memorial Van Damme ( Bruxelles), 3000 m piani - 7'35"50

2001
- 16º ai Bislett Games ( Oslo), 5000 m piani - 13'17"51
- 4º al Prefontaine Classic ( Eugene), 5000 m piani - 13'19"02